# Global Biodiversity Information Facility
Global Biodiversity Information Facility (GBIF) ist ein internationales Netzwerk mit der Aufgabe, Informationen zur Biodiversität aus zahlreichen Datenbanken in einem zentralen Portal zusammenzufassen. Ziel von GBIF ist die Sammlung und frei zugängliche Veröffentlichung von Informationen über alle Arten. Für die Zukunft ist geplant, genetische Datenbanken zu integrieren.

## Organisation
Mit 102 Mitgliedern in 69 Ländern, 1.942 Datenanbietern und über 3,028 Milliarden Einzeldatensätzen aus mehr als 110.400 Datasets, die über das Internet zugänglich sind, ist GBIF heute das größte Biodiversitätsdatenprojekt der Welt (Stand Dezember 2024).
GBIF besteht aus einem Sekretariat in Kopenhagen und aus 90 so genannten Daten-Knoten. Das Sekretariat koordiniert die Arbeiten der geografisch weit verstreuten Knoten und verwaltet die zentrale Datenbank. In jedem angeschlossenen Land gibt es mindestens einen Knoten, der die Aufgabe hat, die Biodiversitätsdaten des Landes an die zentrale Datenbank weiterzuleiten. Neben den nationalen Datenknoten gibt es auch assoziierte GBIF-Teilnehmer, darunter hauptsächlich nationale oder supranationale Organisationen, wie beispielsweise Observation International.

### GBIF-Knoten in Deutschland
- Bakterien und Archaeen (Prokaryonten, Viren, Cyanobakterien) – Deutsche Sammlung von Mikroorganismen und Zellkulturen, Braunschweig
- Pflanzen und Protisten (Gefäßpflanzen, Moose, Algen, Protisten) – Botanischer Garten und Botanisches Museum Berlin-Dahlem, Berlin
- Pilze und Flechten – Botanische Staatssammlung, München
- Insekten – Museum für Naturkunde (MfN), Berlin
- Wirbellose II (Mollusken, Spinnen, Myriapoden) – Zoologische Staatssammlung München, München
- Wirbellose III und Pflanzen (Marine Wirbellose, Krebse, Nesseltiere u. a.) – Forschungsinstitut Senckenberg, Frankfurt
- Wirbeltiere (Fische, Amphibien, Reptilien, Vögel, Säugetiere) – Museum Koenig (Zoologisches Forschungsmuseum Alexander Koenig, ZFMK), Bonn
- Fossilien – MfN, Berlin
- Thematisches Netzwerk Bodenzoologie – Senckenberg Museum für Naturkunde (Görlitz), Görlitz

### GBIF-Knoten in anderen Ländern (Auswahl)
- Atlas of Living Australia; Pflanzen, Tiere und Pilze Australiens
- Pl@ntNet; Pflanzen weltweit, koordiniert von GBIF France

## Urheberrechtsschutz
Es werden Public domain, freie Creative-Commons-Lizenzen und unfreie Creative-Commons-Lizenzen verwendet.